# Kalna (Crna Trava)
Kalna (cirill betűkkel Кална) egy falu Szerbiában, a Jablanicai körzetben, Crna Trava községben.

## Népesség
- 1948-ban 826 lakosa volt.
- 1953-ban 817 lakosa volt.
- 1961-ben 885 lakosa volt.
- 1971-ben 720 lakosa volt.
- 1981-ben 441 lakosa volt.
- 1991-ben 217 lakosa volt
- 2002-ben 147 lakosa volt,[1] akik mindannyian szerbek.[2]